# Anna Akana
Anna Akana (wł. Anna Kay Napualani Akana; ur. 18 sierpnia 1989) – amerykańska aktorka, performerka, youtuberka, piosenkarka. Znana głównie dzięki odgrywaniu ról w takich produkcjach jak Awkward czy Ant-Man.

## Dzieciństwo
Urodziła się w rodzinie marynarza U.S. Marines. Z tego powodu w dzieciństwie często zmieniała miejsce zamieszkania, przemieszczając się od stanu do stanu. Jej zainteresowanie przemysłem filmowym zaczęło się od poznania produkcji takich jak Sailor Moon czy InuYasha ze względu na oddanie azjatyckiego charakteru, który pomógł Annie odnaleźć się w jej dziedzictwie kulturowym.
Wstrząsającym wydarzeniem dla Anny było samobójstwo jej zaledwie 13-letniej siostry w dzień walentynek, w 2007 roku. Motywacją Anny do zainteresowania występowaniem na scenie było obejrzenie komediowego występu Margaret Cho na Comedy Central. Fascynacja skeczami pomogła Annie podnieść się z depresji po śmierci siostry i przyczyniła się do stawiania jej pierwszych kroków w aktorstwie.

## Działalność artystyczna

### Początki działalności internetowej
Mając na względzie tragedię swojej siostry, Anna zaczęła prowadzić kanał na platformie YouTube głównie z myślą o przestrzeganiu ludzi przed popełnianiem samobójstwa. W 2013 wypuściła materiał „Please, don’t kill yourself”, opisując swój ból oraz jej rodziny po stracie bliskiej osoby. W 2014 wydała książkę „Surviving sucide” (ang. Przetrwając samobójstwo), opisującą jej codzienność przez 2 lata po odebraniu sobie życia przez siostrę.

### Pierwsze kroki w aktorstwie
Wcześniej zainspirowana skeczami, zaczęła występować w podobnych widowiskach. Jednak jej problemy z atakami paniki sprawiły, że porzuciła dość szybko występowanie na żywo, co miało miejsce w 2011. Zamiast tego postanowiła rozwijać rozpoczętą już ścieżkę kariery na platformie YouTube.

### Działalność Youtube’owa
W 2014 Anna wspólnie z komediantką i pisarką Megan Rosati, wyprodukowała komediową scenkę duo-muzyczną. Miała ona na celu, parodiowanie piosenkarki Pat Benatar. Jeszcze w tym samym roku, jej kanał znalazł się na liście TOP 100. New Media Rockstar, na 72. miejscu. Rok 2014 okazał się dla Akany na tyle owocny, że postanowiła spróbować swoich sił jako reżyserka/producentka, wypuszczając jeden film reżyserowany co miesiąc na kanale. Jednak inicjatywa nie odniosła wielkiego sukcesu (choć społeczność kanału odebrała twórczość pozytywnie) i Akana postanowiła skupić się na okazjonalnym wypuszczaniu filmów. Pomimo tego jeden z jej filmów zyskał aprobatę (mowa o „Miss Earth”) Briana Grazera i Rona Howarda, którzy postanowili finansować realizowane przez nią produkcję.
Anna była kierowniczką produkcji serialu komediowo-dramatycznego o tematyce młodzieżowej, „Youth and consequences” (reż.Jason Ubladi), który został zrealizowany w ramach oficjalnej współpracy z serwisem YouTube, a następnie wyemitowany na jej kanale.

### Kariera filmowa
W 2011 roku odgrywała jedną z ról w serialu telewizyjnym Awkward. W tym okresie pojawiła się również w teledysku Katy Perry do utworu „Last Friday Night (T.G.I.F.)”.
W 2015 pojawiła się w takich ekranizacjach jak Ant-Man czy Kids vs Monsters.
Rok później wystąpiła w niezależnym filmie komediowym „Hello, my name is Dorris”, w reżyserii Micheal’a Showalter’a.
Występuje cyklicznie, w pewnych odcinkach serialu „Corporate”, produkcji Comedy Central.
W 2019 roku, reżyser Ryan Higa ogłosił, że Akana wystąpi w serialu produkcji Netflixa Jupiter's Legacy.
W 2022 roku, wystąpiła w filmie Blade of 47 Ronin opublikowanego w październiku tego samego roku. Produkcja została zrealizowana przez Netflix i jest dostępna, jak dotąd jedynie w jego amerykańskiej dystrybucji.

### Kariera muzyczna
W 2019 na kanale youtubie, wypuściła pierwszy singiel „Pretty girls don’t cry”, zapowiadający jej pierwszy album muzyczny. W odstępie kilku kolejnych miesięcy pojawiały się kilka nowych singli z teledyskami. Ostatecznie jej debiutancki krążek Casuality, został wydany w październiku 2019.

## Działalność społeczna
W 2015 roku artystka wypuściła własną markę odzieżową „Ghost & Stars”, sprzedającą ubrania galowe, legginsy i T-shirty. W 2017 roku wypuściła książkę opowiadającą o problemach w jej życiu spowodowanych przez samobójstwo siostry. Jest krytyczna wobec zjawiska Yellow Fever, polegającego na fetyszyzowaniu osób azjatyckiego pochodzenia ze względu na ich kolor skóry (przez co te w oczach innych mają być automatycznie dla innych atrakcyjniejsze, szczególnie w kontekście seksualnym), a które jest coraz częstsze w amerykańskim społeczeństwie, co Akana uważa za krzywdzące.

## Życie prywatne
Akana jest biseksualna. W 2019 roku przyznała, że w wieku 20 lat dokonała aborcji, gdyż została zostawiona przez dotychczasowego partnera i nie była gotowa na macierzyństwo. Zrealizowała jeden z reżyserowanych filmów na jej kanale opowiadający tę historię. Odtąd jest zaangażowana w ruch pro-choice.